# Upplands runinskrifter 737
Upplands runinskrifter 737 är ett vikingatida runstensfragment av granit i Långarnö, Villberga socken och Enköpings kommun. Eventuellt utgör runstensfragmentet en del av U 736. Runstensfragmentet är 0,85 meter högt och 1,2 meter brett. Runhöjden är 8-9 centimeter.

## Inskriften
Translitterering av runraden:
...a-(a)...--- · --ltan · a(u)... ...(k)...
Normalisering till runsvenska:
... [Ha]lfdan(?) o[k] ...
Översättning till nusvenska:
... Halvdan och ...